# G-Powered
G-Powered is een Finse band die in 2006 is opgericht door zangeres Miia Rautkoski en producer Kimmo Korpela en zich richt op het maken van christelijke eurodance-muziek in zowel het Engels als het Fins.
De groep geeft tientallen concerten per jaar in Finland en heeft op diverse buitenlandse festivals opgetreden, waaronder het Nederlandse festival Freeland. In de zomer van 2013 nam Susanna Korhonen de plaats in van zangeres Rautkoski.

## Discografie
- Odottanut oon (Ik heb gewacht) (2006)
- Todellisuus (De realiteit) (2008)
- Trust (2010)
- Tahdon luottaa (Ik wil vertrouwen) (2011)